# Fabio Giustarini
Fabio Giustarini (Siena, 7 giugno 1951) è un ex cestista italiano.

## Carriera
Ha militato in Serie A1 e Serie A2 con la Mens Sana Siena, di cui è stato capitano nel corso degli anni settanta. Ha iniziato la carriera nella Virtus Siena, squadra in cui ha militato a più riprese nel corso della carriera.
Nell'ambito del Palio di Siena, dal 1996 al 2005 è stato capitano della sua contrada, la Nobile Contrada del Nicchio.